# Cryptus szulczewskii
Cryptus szulczewskii är en stekelart som beskrevs av Torka 1939. Cryptus szulczewskii ingår i släktet Cryptus och familjen brokparasitsteklar. Inga underarter finns listade i Catalogue of Life.